# Английская кухня

Нахождение Англии в Европе

Чаепитие является важной частью английской кулинарной традиции

Англи́йская ку́хня (англ. English cuisine) — региональный вариант британской кухни; совокупность рецептов и традиций приготовления пищи в Англии.
Английская кулинария развивалась на протяжении многих веков. Об этом свидетельствует сборник средневековых английских рецептов XIV века «Способы приготовления еды». Основу традиционных блюд Англии составляют мясо, рыба, овощи, крупы. Очень разнообразными являются холодные закуски (рыбная гастрономия, сэндвичи). Из первых блюд наиболее распространены бульоны и различные пюре.

## Мясо
Англичане употребляют в пищу много мяса: говядину, телятину, баранину, нежирную свинину в натуральном виде. Среди особых предпочтений англичан следует выделить ростбиф и бифштекс. К мясу подают различные соусы, маринады, чаще всего томатный соус и пикули, на гарнир — картофель или овощи.

## Праздничные блюда
Рождественский пудинг — одно из традиционных праздничных блюд англичан. Готовится он из сала, хлебных крошек, муки, изюма, сахара, яиц и различных пряностей. Перед подачей этот пудинг обливают ромом, поджигают и пылающим ставят на стол. Традиционными праздничными блюдами являются также фаршированная индейка с овощным гарниром, праздничный торт и др.